# Quan hệ Hoa Kỳ – Israel
Kể từ những năm 1960, Hoa Kỳ là nước ủng hộ Israel rất mạnh mẽ. Hoa Kỳ đã đóng một vai trò quan trọng trong việc thúc đẩy mối quan hệ tốt đẹp giữa Israel và các quốc gia Ả Rập láng giềng, cụ thể là Jordan, Lebanon và Ai Cập, cùng với một số quốc gia khác trong Hiệp định Abraham 2020, đồng thời ngăn chặn sự thù địch từ các quốc gia Trung Đông khác như Syria và Iran. Mối quan hệ với Israel là một yếu tố rất quan trọng trong chính sách đối ngoại tổng thể của chính phủ Hoa Kỳ ở Trung Đông và Quốc hội Hoa Kỳ cũng đặt tầm quan trọng đáng kể vào việc duy trì mối quan hệ thân thiết và ủng hộ với nước này.
Kể từ năm 1985, Hoa Kỳ đã cung cấp gần 3 tỷ USD tiền tài trợ mỗi năm cho Israel. Đây là khoản tài trợ lớn nhất của viện trợ Mỹ năm 1976-2004 và Israel là quốc gia nhận tích lũy viện trợ Hoa Kỳ lớn nhất với 146 tỷ USD (không điều chỉnh lạm phát) kể từ Chiến tranh thế giới thứ hai; Khoảng 74% số tiền này được chi cho việc mua hàng hóa và dịch vụ của Mỹ. Gần đây hơn, trong năm tài chính 2019, Hoa Kỳ đã viện trợ quân sự 3.8 tỷ USD cho Israel. Israel cũng được hưởng lợi từ các khoản bảo lãnh cho vay trị giá 8 tỷ USD. Trong khi Hoa Kỳ đã giải ngân viện trợ tài chính đáng kể cho Israel trong quá khứ, hình thức viện trợ chính của Mỹ cho Israel hiện tại là theo định hướng quân sự (xem mối quan hệ quân sự giữa Israel và Hoa Kỳ) hơn là kinh tế.
Ngoài viện trợ tài chính và quân sự, Hoa Kỳ cũng hỗ trợ chính trị quy mô lớn cho Israel, với việc đã sử dụng quyền phủ quyết của Hội đồng Bảo an Liên hợp quốc 42 lần chống lại các nghị quyết lên án Israel, trong tổng số 83 lần sử dụng quyền phủ quyết của họ. Từ năm 1991 đến 2011, trong số 24 quyền phủ quyết mà Hoa Kỳ đưa ra, có 15 quyền phủ quyết được sử dụng để bảo vệ Israel.
Quan hệ song phương giữa hai quốc gia này đã phát triển từ chính sách ban đầu của Hoa Kỳ là thông cảm và ủng hộ việc thành lập một quê hương Do Thái vào năm 1948, đến quan hệ đối tác liên kết một nhà nước Israel nhỏ bé nhưng hùng mạnh với một siêu cường Hoa Kỳ đang cố gắng cân bằng ảnh hưởng chống lại các lợi ích cạnh tranh khác trong khu vực, cụ thể là của Nga và các đồng minh. Một số nhà phân tích cho rằng Israel là một đồng minh chiến lược của Hoa Kỳ và mối quan hệ với nước này sẽ củng cố ảnh hưởng của nước này ở Trung Đông.
Israel được Hoa Kỳ chỉ định là một đồng minh chính ngoài NATO, và là quốc gia đầu tiên được cấp quy chế này cùng với Ai Cập vào năm 1987; Israel và Ai Cập vẫn là những quốc gia duy nhất ở Trung Đông có tên gọi này. Jesse Helms, một thượng nghị sĩ Mỹ thuộc Đảng Cộng hòa, gọi Israel là "hàng không mẫu hạm của Mỹ ở Trung Đông" khi giải thích lý do tại sao Hoa Kỳ coi Israel như một đồng minh chiến lược như vậy, nói rằng vị trí quân sự do Israel cung cấp trong khu vực đã biện minh cho viện trợ quân sự của Hoa Kỳ và viện trợ không hoàn lại hàng năm.
Tính đến  năm 2021, Hoa Kỳ vẫn là thành viên thường trực duy nhất của Hội đồng Bảo an Liên hợp quốc đã công nhận Jerusalem là thủ đô của Israel, và chuyển đại sứ quán của họ đến thành phố tranh chấp từ Tel Aviv vào năm 2018. Hoa Kỳ cũng là quốc gia duy nhất đã công nhận Cao nguyên Golan (được Liên Hợp Quốc chỉ định là lãnh thổ Syria do Israel chiếm đóng) là lãnh thổ thuộc chủ quyền của Israel không bị chiếm đóng, bằng cách thông qua tuyên bố của tổng thống dưới thời chính quyền Trump vào năm 2019. Tuy nhiên, dưới thời của chính quyền Biden sau đó, báo cáo hàng năm của Bộ Ngoại giao Hoa Kỳ về vi phạm nhân quyền trên khắp thế giới một lần nữa đề cập đến Bờ Tây, Dải Gaza, Đông Jerusalem và Cao nguyên Golan là những lãnh thổ bị Israel chiếm đóng.  Tuy nhiên, vào tháng 6 năm 2021, đáp lại tuyên bố của The Washington Free Beacon rằng họ đã "quay trở lại" sự công nhận của mình, phát ngôn viên Các vấn đề Cận Đông của Bộ Ngoại giao Hoa Kỳ đã tweet rằng "Chính sách của Hoa Kỳ về Golan không thay đổi, và báo cáo ngược lại là sai."